# Swiss Indoors 2022
Swiss Indoors 2022 là một giải quần vợt nam thi đấu trên mặt sân cứng trong nhà. Đây là lần thứ 51 giải đấu được tổ chức, và là một phần của ATP World Tour 500 trong ATP Tour 2022. Giải đấu diễn ra tại St. Jakobshalle ở Basel, Thụy Sĩ, từ ngày 24 đến ngày 30 tháng 10 năm 2022. Giải đấu được tổ chức trở lại kể từ năm 2019, sau khi giải đấu năm 2020 và 2021 bị hủy do các hạn chế biên giới ở biên giới Pháp và Đức về đại dịch COVID-19.

## Nội dung đơn

### Hạt giống
| Quốc gia | Tay vợt               | Xếp hạng1 | Hạt giống |
| -------- | --------------------- | --------- | --------- |
| ESP      | Carlos Alcaraz        | 1         | 1         |
| NOR      | Casper Ruud           | 3         | 2         |
| CAN      | Félix Auger-Aliassime | 10        | 3         |
| CRO      | Marin Čilić           | 13        | 4         |
| ESP      | Pablo Carreño Busta   | 15        | 5         |
| ESP      | Roberto Bautista Agut | 22        | 6         |
| AUS      | Alex de Minaur        | 23        | 7         |
| ITA      | Lorenzo Musetti       | 24        | 8         |

- Bảng xếp hạng vào ngày 17 tháng 10 năm 2022

### Vận động viên khác
Đặc cách:
- David Goffin
- Marc-Andrea Hüsler
- Dominic Stricker

Miễn đặc biệt:
- Mackenzie McDonald

Bảo toàn thứ hạng:
- Stan Wawrinka

Vượt qua vòng loại:
- Laslo Đere
- Ugo Humbert
- Arthur Rinderknech
- Roman Safiullin

Thua cuộc may mắn:
- Aslan Karatsev

### Rút lui
- Sebastian Korda → thay thế bởi  Aslan Karatsev
- Nick Kyrgios → thay thế bởi  Jack Draper

## Nội dung đôi

### Hạt giống
| Quốc gia | Tay vợt           | Quốc gia | Tay vợt           | Xếp hạng1 | Hạt giống |
| -------- | ----------------- | -------- | ----------------- | --------- | --------- |
| ESA      | Marcelo Arévalo   | NED      | Jean-Julien Rojer | 11        | 1         |
| GER      | Tim Pütz          | NZL      | Michael Venus     | 19        | 2         |
| ESP      | Marcel Granollers | ARG      | Horacio Zeballos  | 23        | 3         |
| GBR      | Lloyd Glasspool   | FIN      | Harri Heliövaara  | 33        | 4         |

- Bảng xếp hạng vào ngày 17 tháng 10 năm 2022

### Vận động viên khác
Đặc cách:
- Marc-Andrea Hüsler /  Dominic Stricker
- Jérôme Kym /  Leandro Riedi

Vượt qua vòng loại:
- Andrey Golubev /  Aleksandr Nedovyesov

Thua cuộc may mắn:
- Nathaniel Lammons /  Jackson Withrow

### Rút lui
- Nick Kyrgios /  Pedro Martínez → thay thế bởi  Nathaniel Lammons /  Jackson Withrow

## Nhà vô địch

### Đơn
- Félix Auger-Aliassime đánh bại  Holger Rune, 6–3, 7–5

### Đôi
- Ivan Dodig /  Austin Krajicek đánh bại  Nicolas Mahut /  Édouard Roger-Vasselin, 6–4, 7–6(7–5)